# DN1C
De DN1C of Drum Național 1C (Nationale weg 1C) is een weg in Roemenië. Hij loopt van Cluj-Napoca via Gherla, Dej, Baia Mare en Halmeu naar  Oekraïne. De weg is 216 kilometer lang.

## Europese wegen
De volgende Europese wegen lopen met de DN1C mee:
- Cluj-Napoca - Dej
- Dej - Grens met Oekraïne
- Livada - Grens met Oekraïne